# الحملة الشمالية
البعثة الشمالية حملة عسكرية بقيادة الجيش الثوري الوطني (NRA) التابع لحزب الكومينتانغ (KMT)، والمعروف أيضًا باسم «الحزب القومي الصيني»، ضد حكومة بييانغ وغيرها من أمراء الحرب الإقليميين في عام 1926. هدفت الحملة إلى إعادة توحيد الصين، التي تجزأت في أعقاب ثورة شينهاي عام 1911. أدار الحملة القائد العام شيانج كاي شيك، وقُسمت إلى مرحلتين، انتهت الأولى بعد انقسام سياسي بين فئتين من الكومينتانغ: مثّلت الحكومة القومية اليمينية لنانجينغ بقيادة شيانج الفئة الأولى، أما الثانية فشملت حكومة ووهان الوطنية اليسارية بقيادة وانغ جين في عام 1927. تسبب شيانج جزئيًا في هذا الانقسام نتيجة تطهيره حزب الكومينتانغ من الشيوعيين، في فترة اعتُبرت نهاية للجبهة المتحدة الأولى. تنحّى شيانج كاي تشيك عن منصبه فث في قيادة الجيش الثوري الوطني في أغسطس 1927 في إطار سعيه لإصلاح هذا الانقسام ليمضي بعدها إلى منفاه في اليابان.
بدأت المرحلة الثانية من الحملة في عام 1928، عندما عاد شيانج إلى القيادة. تقدمت القوات القومية إلى النهر الأصفر بحلول أبريل 1928. حققت القوات الوطنية سلسلة من الانتصارات الحاسمة ضد جيش بييانغ بدعم من أمراء الحرب المتحالفين بمن فيهم يان شيشان وفنغ يوكسيانغ. مع اقترابهم من بكين، أُجبر تشانغ زولين، زعيم عصابة فنغتيان التي اتخذت من منشوريا مقرًا لها، على الفرار، واغتاله اليابانيون بعدها بفترة وجيزة. تولى ابنه غير الشرعي زانغ شيوليانغ منصب زعيم عصابة فنغتيان، وأعلن قبول منشوريا سلطة الحكومة القومية في نانجينغ في ديسمبر 1928. اختتمت البعثة الشمالية أعمالها بنجاح مع انضواء الجزء الأخير من الصين تحت سيطرة حزب الكومينتانغ، ومن ثم إعادة توحيد الصين، ما فتح الباب أمام بداية عقد نانجينغ.

## مقدمة
اعتُرف بحكومة بييانغ دوليًا كحكومة صينية شرعية ومقرها بكين في عشرينيات القرن العشرين. على أي حال، لم يخضع جزء كبير من البلاد لسيطرتها، بل حُكم من قبل خليط من أمراء الحرب. طمح الكومينتانغ (كيه إم تيه) -الذي اتخذ من غوانزو (كانتون) مقرًا له- إلى أن يصبح حزب التحرير الوطني. بدأ حزب الكومينتانغ بتعزيز صفوفه بهدف التحضير لبعثة ضد أمراء الحرب الشماليين في بكين بالتزامن مع انتهاء حركة الحماية الدستورية في عام 1922، واضعين نصب أعينهم إعادة توحيد الصين. تضمنت التحضيرات تحسين القوة السياسية والعسكرية لحزب الكومينتانغ. دعم سون يات سين مؤسس جمهورية الصين وأحد مؤسسي حزب الكومينتانغ التعاون الصيني السوفيتي قبل وفاته في مارس 1925. شمل هذا التعاون تأسيس الجبهة المتحدة الأولى مع الحزب الشيوعي الصيني (سي بّي سي). مثّل الجيش الثوري الوطني (إن آر إيه) الذراع العسكرية لحزب الكومينتانغ.
عُيّن شيانج كاي شيك، الذي برز كتلميذ لسون في وقت مبكر من عام 1922، قائدًا لأكاديمية وامبوا العسكرية في عام 1924، وظهر سريعاً كمنافس على خلافة سون في فترة لاحقة من وفاته.
اجتمع الطلاب الصينيون في شانغهاي في المستوطنة الدولية، ونظموا مظاهرات معارضة للتدخل الأجنبي في الصين في 30 مايو 1925، وطالبوا –مع دعم حزب الكومينتانغ- على وجه الخصوص بمقاطعة السلع الأجنبية وإنهاء التسوية التي نظمها البريطانيون والأمريكيون. أطلقت شرطة بلدية شنغهاي، التي أدارها البريطانيون عموماً، النار على حشود المتظاهرين، ما أثار الغضب في جميع أنحاء الصين، وأسفر عن إضراب كانتون هونغ كونغ، الذي بدأ في 18 يونيو، وأثبت وجود أرضية خصبة لاستقطاب مجندين للحزب الشيوعي الصيني. تصاعدت التوترات داخل الجبهة المتحدة نتيجة المخاوف حول نمو القوى اليسارية، وتأثير الإضراب على قدرة حكومة قوانغتشو على تأمين تمويلها، الذي اعتمد إلى حد كبير على التجارة الخارجية. في ظل هذه الظروف، بدأ شيانج الذي تنافس على منصب زعيم حزب الكومينتانغ، بتعزيز نفوذه استعدادًا لحملة ضد أمراء الحرب الشماليين، وأطلق في 20 مارس 1926 عملية تطهير غير دموية للشيوعيين المتشددين الذين عارضوا الحملة المقترحة من إدارة قوانغتشو وجيشها، فيما عُرف باسم انقلاب كانتون. قام شيانج بخطوات تصالحية تجاه الاتحاد السوفيتي في الوقت نفسه، وحاول التوفيق بين الحاجة إلى مساعدة السوفيتيين والحزب الشيوعي الصيني في المعركة ضد أمراء الحرب ومخاوفه بشأن تصاعد النفوذ الشيوعي داخل حزب الكومينتانغ. تفاوض شيانج في أعقاب الانقلاب على تسوية عُزل بموجبها أعضاء الفئة اليمينية المتشددة، ومنهم ووه تيشينغ، وأُقيلوا من مناصبهم تعويضَا لليساريين الذين جرى تطهيرهم. تمكن شيانج عبر هذه الإجراءات من إثبات قيمته للحزب الشيوعي الصيني وراعيه السوفيتي جوزيف ستالين. استمرت المساعدة السوفيتية لحكومة الكومينتانغ، والتعاون مع الحزب الشيوعي الصيني. تحقق تحالف هشّ بين حزب الكومينتانغ اليميني، ووسطيين بقيادة شيانج، وحزب الكومينتانغ اليساري، والحزب الشيوعي الصيني، وتمكن من وضع الحجر الأساس للبعثة الشمالية.
في عام 1926، وُجدت ثلاثة تحالفات رئيسية من أمراء الحرب على امتداد الصين وأبدت جميعها العداء تجاه حكومة الكومينتانغ في قوانغتشو. احتلت قوات وو بيفو مقاطعات خونان وخوبى وخنان الشمالية، بينما سيطر تحالف سون تشوانفانغ على مقاطعات فوجيان وجيجيانغ وجيانغسو وآنهوي وجيانغشي، أما التحالف الأقوى بقيادة زولين بين رئيس حكومة بييانغ وعصابة فنغتيان قد فرض سلطته في منشوريا وشاندونغ وشيلي. شكّل تشانغ زولين في نهاية المطاف «جيش التهدئة الوطني» لمواجهة البعثة الشمالية (بالصينية: 安國軍؛ بالبينيينية: Ānguójūn؛ بالويد-جيلزية: Ankuochün؛ إن بّي إيه)، الذي مثل تحالفًا بين أمراء الحرب في شمال الصين.

## المرحلة الأولى (يوليو 1926-أبريل 1927)

### ضد وو بيفو (يوليو-سبتمبر 1926)
عيّنت الحكومة القومية شيانج كاي شيك قائدًا عامًا للجيش الوطني الثوري (NRA) في 5 يونيو 1926، وسط قتال عنيف امتدّ على طول الحدود بين الأراضي التي سيطر عليها حزب الكومينتانغ وتلك التي وقعت تحت سيطرة عصابتي فنغتيان وتشيلي اللتين تحالفتا مؤخرًا. قبل شيانج هذا المنصب في احتفال في 9 يوليو مثّل البداية الرسمية للبعثة الشمالية، رغم أن الاشتباكات العسكرية كانت جاريةً بالفعل. ركزت الاستراتيجية الأولية لتقدم الكومينتانغ على الجهة الشمالية ضد أمراء الحرب في زيلي، والتي استندت إلى حد كبير على آراء المستشارين السوفيتيين ميخائيل بورودين وفاسيلي بليوكر، على هزيمة وو بييفو واسترضاء سون تشوانفانغ، مع تجاهل تشانغ زولين وعصابة فنغتيان. تحوّل الكومينتانغ من الدفاع إلى الهجوم، وتقدمت قواته بصورة سريعة من قاعدتها في غوانغدونغ إلى مقاطعة خونان التي سيطر عليها وو، واستولت على تشانغشا في 11 يوليو.
في الوقت ذاته، انشغلت معظم قوات وو بييفو بالقتال في نانكو باس بالقرب من بكين ضد جيش الشعب الوطني، وهو أحد الفصائل التي انشقت عن عصابة الزيلي وتعاطفت مع حزب الكومينتانغ. تقدمت قوات الكومينتانغ إلى أراضي وو، دون أن يتدخل سون تشوانفانغ الذي تجنب خلق عداوة مع حزب الكومينتانغ. عرضت عصابة فنتغيان دعمها على وو، لكنه رفض مساعدتهم خوفاً من إضعاف أمراء الحرب الشماليين سلطته إذا سمح لقواتهم بدخول أراضيه. قرر حزب الكومينتانغ شن هجوم مباشر على معقل وو في ووتشانج بعد مؤتمر عسكري عُقد في تشانغشا يومي 11 و12 أغسطس، متجاوزًا نانتشانغ التابعة لسون. وعلى هذا النحو، اتبعوا المسار الذي سلكه تمرد تايبينغ في القرن التاسع عشر.